# Choroba moyamoya

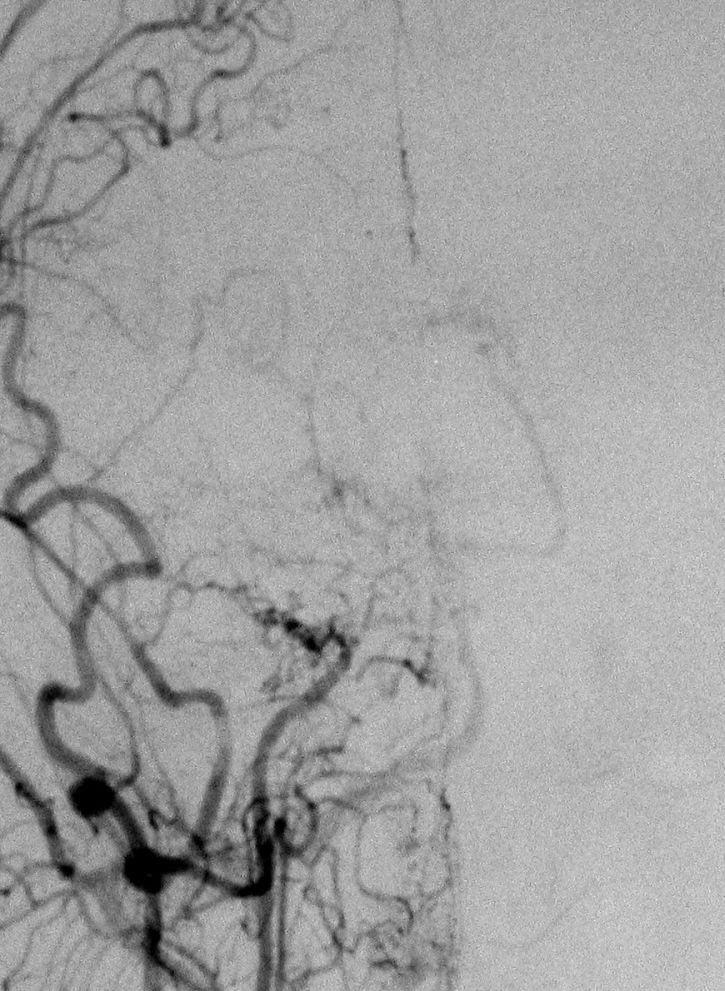
Obraz cyfrowej angiografii subtrakcyjnej prawej tętnicy środkowej mózgu u pacjenta z chorobą moyamoya

Schemat koła tętniczego mózgu

Choroba moyamoya, choroba moya-moya (jap. もやもや病, dosł. mglisty, mętny, rozmyty) – rzadki zespół chorobowy o nieznanej etiologii, występujący głównie u młodych (dzieci i młodzi dorośli) Azjatów, powodujący niedrożność dużych tętnic wewnątrzczaszkowych, szczególnie końcowego odcinka tętnicy szyjnej wewnętrznej i tętnic środkowej i przedniej mózgu, doprowadzając do niedokrwienia ośrodkowego układu nerwowego, przebiegającego najczęściej pod postacią przemijających napadów niedokrwiennych, choć może również przebiegać jako udar mózgu lub krwotok mózgowy.

## Patofizjologia
U chorych stwierdza się pogrubienie błony wewnętrznej tętnic objętych procesem chorobowym, poza tym w błonie wewnętrznej można wykryć złogi lipidowe.
Stwierdza się także różnego stopnia zwężenia, aż do zamknięcia ich światła, w obrębie tętnic odchodzących od koła tętniczego Willisa. Wskutek zaburzeń krążenia, wtórnego względem tych zwężeń, dochodzi do rozwoju naczyń krążenia obocznego, które składają się na charakterystyczny obraz angiograficzny.

## Etiologia
Przyczyny choroby są nieznane. Objawy mogą pojawić się nagle u osoby dotychczas zdrowej. Opisywane są przypadki występujące rodzinnie (około 10%), w których postuluje się podłoże genetyczne, o wieloczynnikowym autosomalnym typie dziedziczenia. Ostatnie badania wskazują na związek locus 17q25 z tą chorobą.
Opisano również wiele przypadków współistnienia choroby moyamoya z następującymi jednostkami chorobowymi:
- choroba Gravesa-Basedowa
- leptospiroza
- gruźlica
- anemia aplastyczna
- anemia Fanconiego
- zespół Aperta
- zespół Downa
- zespół Marfana
- stwardnienie guzowate
- choroba Hirschsprunga
- miażdżyca
- koarktacja aorty
- nadciśnienie tętnicze
- uszkodzenia po radioterapii
- obecność antykoagulantu toczniowego
- urazy czaszki
- guzy okolicy siodła tureckiego.

## Objawy i przebieg
Objawy nieco różnią się w zależności od wieku wystąpienia objawów chorobowych. U dzieci występują porażenie połowicze, ból głowy, zawroty głowy, drgawki, ruchy mimowolne, upośledzenie umysłowe. U dorosłych oprócz powyższych objawów ogólnych częstsze są objawy TIA oraz występowanie udarów mózgu i krwotoków podpajęczynówkowych.

## Rozpoznanie
Podstawą rozpoznania jest obraz angiograficzny mózgu, gdyż widoczne są na nim licznie rozwijające się naczynia krążenia obocznego, tworzące charakterystyczne dla tej choroby „kłęby dymu”.

## Leczenie
Nieznane jest leczenie przyczynowe, istnieją jednak ogólne zalecenia dotyczące terapii zachowawczej. W celu zapobiegania ryzyku udaru mózgu zalecane jest leczenie przeciwpłytkowe.
Leczenie antykoagulacyjne nie zostało zaaprobowane przez amerykańską Agencję Żywności i Leków, z uwagi na poważne ryzyko krwawienia podpajęczynówkowego.
W leczeniu stosuje się postępowanie neurochirurgiczne oparte na następujących procedurach operacyjnych:
- STA-MCA (ang. superficial temporal artery–middle cerebral artery anastomosis) – wytworzenie anastomozy między tętnicą skroniową a tętnicą środkową mózgu
- EDAS – encefaloduroarteriosynangioza
- EDAMS – encefaloduroarteriomiosynangioza.